# Something in the Water (Film, 2024)
Something in the Water ist ein britischer Survivalthriller aus dem Jahr 2024 von Regisseurin Hayley Easton Street nach einem Drehbuch von Cat Clarke mit Hiftu Quasem, Lauren Lyle, Natalie Mitson, Nicole Rieko Setsuko und Ellouise Shakespeare-Hart.

## Handlung
Auf dem Heimweg wird das Pärchen Meg und Kayla eines Nachts von einer homophoben Gruppe angepöbelt. Nachdem Kayla die Gruppe provoziert, wird Meg zusammengeschlagen, Kayla muss dabei hilflos zusehen. Ein Jahr später fliegt Meg zum Junggesellinnenabschied ihrer Freundin Lizzie, deren Hochzeit mit Dominic, Camillas Bruder, bevorsteht. Dort trifft Meg neben Camilla, genannt Cam, auf Ruth und sieht Kayla wieder, die sie seit dem Vorfall im Vorjahr nicht mehr gesehen hatte.
Am Tag vor der Hochzeit mietet Cam ein Motorboot, um zu einer abgelegenen Insel zu fahren. Dort ankommen, setzen Cam, Lizzie und Ruth Meg und Kayla an einem Strand ab, damit sie ihre Probleme besprechen können, während sie zu einem anderen Teil der Insel fahren. Bald darauf suchen Meg und Kayla ihre drei Freundinnen auf und geben vor, sich versöhnt zu haben.
Beim Schwimmen im Meer wird Ruth von einem Hai ins Bein gebissen. Da sie stark blutet und sie keinen Handyempfang haben, beschließen die anderen, sie auf das Boot zu holen und zum Resort zurückzukehren. Bei der Fahrt streift Lizzie mit dem Boot einen Felsen im Meer, das Boot schlägt Leck und beginnt zu sinken. Nachdem sie die einzige Schwimmweste, die sie haben, benötigen, um Ruth zu stützen, offenbart Lizzie, dass sie nicht schwimmen kann und sie klammert sich an eine Rettungsboje. Bald beginnt ein Hai, angelockt von Ruths Blut, sie zu umkreisen.
Nachdem Ruth verblutet ist, nimmt ihr die restliche Gruppe widerstrebend die Schwimmweste ab und lässt zu, dass sie vom Hai geholt wird. Kayla beschließt, zu schwimmen, um Hilfe zu holen. Nachdem sie weg ist, verraten Lizzie und Cam Meg, dass Kayla ihr in der Nacht, in der sie angegriffen wurden, einen Heiratsantrag machen wollte. Cam wird von einem Hai angegriffen und getötet.
Während Lizzie und Meg sich gemeinsam an die Rettungsboje klammern, fährt an ihnen eine Yacht vorbei, entdeckt sie jedoch nicht im Wasser treibend. Die Nacht bricht herein, und Lizzie und Meg werden müde und hungrig. Durch ein Unwetter verlieren sie die Rettungsboje. Sie schlafen ein, und als Meg aufwacht, findet sie sich alleine mit der Schwimmweste wieder, die zuvor die Nichtschwimmerin Lizzie anhatte.
Allein und mit Haien konfrontiert, findet Meg einen kleinen Felsvorsprung, auf dem sie sich ausruht. Als die Flut den Felsen unter Wasser setzt, beginnen die Haie, sie zu umkreisen, angelockt von blutenden Verletzungen in ihrer Hand und an ihrem Bein. Kayla kommt gerade rechtzeitig mit einem Rettungsboot, um Meg vor den Haien zu retten. Die beiden beschließen, gemeinsam heimzukehren.

## Besetzung und Synchronisation
Die deutschsprachige Synchronisation übernahm die TV+Synchron. Dialogregie führte Vera Bunk.
| Rolle         | Darsteller                | Synchronsprecher       |
| ------------- | ------------------------- | ---------------------- |
| Lizzie        | Lauren Lyle               | Sandra Maria Fronterré |
| Meg           | Hiftu Quasem              | Heike Beeck            |
| Ruth          | Ellouise Shakespeare-Hart | Vera Bunk              |
| Cam (Camilla) | Nicole Rieko Setsuko      | Stefanie Masnik        |
| Kayla         | Natalie Mitson            | Amelie Plaas-Link      |

## Produktion und Hintergrund
Der Film wurde von der britischen Dan Films und Studiocanal UK produziert, Produzentin war Julie Baines, als Executive Producer fungierten Alex Hamilton, Anna Hintzen, Anna Marsh, Alison Meese und Jonathan Taylor. Die Dreharbeiten fanden ab Oktober 2022 in der Dominikanischen Republik statt.
Die Kamera führte Niels Reedtz Johansen, die Musik stammte von Nainita Desai und Harry Peat, die Montage verantwortete Pani Scott und das Casting Rob Kelly. Das Szenenbild gestaltete Claire Fleming, das Kostümdesign Lex Wood und die Maske Francesca Van Der Feyst. Als Visual Effects Supervisor fungierte Steve Street.

## Veröffentlichung
In den USA erschien der Film am 3. Mai 2024. Der deutsche Kinostart war am 5. September 2024.
Auf Blu-ray Disc wurde der Film am 21. November 2024 veröffentlicht.

## Musik
Soundtrack von Harry Peat und Nainita Desai
1. Full Throttle
2. Calm Before the Storm
3. Caribbean Reunion
4. Shark Crossing
5. On the Attack
6. The Bracelets
7. Slow Sinking
8. Swim for Life
9. Deep Water
10. Saying Goodbye
11. Hunted
12. White Heat
13. Alone in the Vast Ocean
14. Dreams and Storms
15. Fight Back
16. Where Is She?
17. It All Comes Down to This
18. You Came Back

## Rezeption
Am 29. Juni 2024 waren 7 von 16 bei Rotten Tomatoes aufgeführte Kritiken positiv bei einer durchschnittlichen Bewertung von 5,10 der 10 möglichen Punkte. Bei Metacritic erhielt der Film am 29. Juni 2024 einen Metascore von 42 von 100 möglichen Punkten, der auf sieben Rezensionen basierte.
Rudolf Worschech vergab auf epd-film.de zwei von fünf Sternen. Eine fehlende Plausibilität müsse man einem Thriller nicht vorwerfen. Aber dass Regisseurin Hayley Easton Street ziemlich formelhaft vorgehe und zwei der fünf Frauen wenig bis gar nicht charakterisiere schon. Zum Glück habe sie auf blutigen Hai-Horror verzichtet, das erspare schlechte CGI-Aufnahmen. Und in Erinnerung blieben in diesem sehr schlichten und doch professionell realisierten Film die Aufnahmen aus der Luft, wenn die Haie als schemenhafte Wesen rund um die Frauen kreisen.
Rouven Linnarz bewertete den Film auf film-rezensionen.de mit zwei von zehn Punkten. Unglaubwürdige Figuren, Klischees und schlechte Effekte seien noch das geringste Makel dieses Films, der trotz seiner recht knappen Laufzeit sich doppelt so lang anfühle.
Gregor-José Moser dagegen befand auf prisma.de, dass es dem Film gelinge, in einigen Momenten ein deutliches Unwohlsein beim Publikum zu erzeugen. Wer gerne Hai-Filme schaut oder noch kaum in Berührung mit dem Genre gekommen ist, bei dem könnte die Produktion solide funktionieren. Allerdings fehle es an beinahe jeglicher Kreativität, das gelte für die schablonenartigen, eindimensionalen Charaktere ebenso wie für die klischeehafte Handlung, insbesondere mit Blick auf das vorhersehbare Ende. Als reiner „Überleben-auf-dem-offenen-Meer“-Thriller könne der Film dagegen überzeugen.
Jakob Thaller meinte auf DerStandard.at, dass sich der Film ab der Hälfte zu einer Kopie von Open Water und The Shallows entwickle.
Lutz Granert vergab auf filmstarts.de zwei von fünf Sternen, hier fehle das nötige Alleinstellungsmerkmal, um sich von anderen Hai-Horrorfilmen abzuheben. Stattdessen dümple der Film mit nur einer deftigen Gore-Einlage, viel Leerlauf und wenig Survival-Action die meiste Zeit in seichten Gewässern herum.
Laut Filmkritikerin Antje Wessels würden die Figuren, deren zwischenmenschliche Probleme und das Setting überzeugen, auf der Ebene des Survival-Thrillers funktioniere Something in the Water aber nur bedingt.